# 六氟砷酸钾
六氟砷酸钾是钾的六氟砷酸盐，化学式 KAsF6。

## 性质
六氟砷酸钾是有刺鼻气味的白色粉末，熔点约为 400 °C。它与强氧化剂不相容。

## 危害
六氟砷酸钾不管是摄入和吸入都有毒，而且对环境有害。它是致癌物质。它在火中会形成危险的氟化氢、氧化钾和氧化砷。